# Mahmud Jamal
Mahmud Jamal (1967-) est un juriste canadien qui est juge à la Cour suprême du Canada. Il est né à Nairobi au Kenya. Il a pratiqué le droit en Ontario et il était auparavant juge à la Cour d'appel de l'Ontario de 2019 jusqu'au moment de sa nomination à la Cour suprême 2021. Il était alors le premier juge non blanc à accéder au plus haut tribunal du Canada. Sa bonne connaissance du français et son rapport positif au bilinguisme auraient pesé dans sa nomination à la magistrature.